# Reichenbach im Vogtland
Reichenbach im Vogtland es un municipio situado en el distrito de Vogtland, en el estado federado de Sajonia (Alemania), a una altitud de 680 metros. Su población a finales de 2016 era de unos 21 000 habitantes y su densidad poblacional, 310 hab/km².